# Dieter Boris
Dieter Boris (* 27. Mai 1943 in Bielitz; † 21. November 2024) war ein deutscher Soziologe, Lateinamerikawissenschaftler und Hochschullehrer.

## Biografie
Boris wuchs in Wiesbaden auf und studierte Soziologie bei Heinz Maus und Politikwissenschaften bei Wolfgang Abendroth und Werner Hofmann in Marburg. Bei Maus wurde er mit einer Arbeit über die politische Soziologie von Karl Mannheim promoviert. Er engagierte sich während des Studiums im SDS, in dessen Politisches Komitee er als „Dritte-Welt-Spezialist“ gewählt wurde (1967/68). Der Vietnamkrieg und die sozialistische Allende-Regierung (1970–1973) in Chile prägten seine Interessen. Politisch verortete er sich als Linkssozialist.
Dieter Boris studierte in Marburg Soziologie und Politikwissenschaft. Nach seinem Studium war er Assistent bei Werner Hofmann. Bei Heinz Maus promovierte er mit einer Arbeit über die politische Soziologie Karl Mannheims über gesellschaftliche Planung. Er war seit 1972 Professor für Soziologie an der Philipps-Universität Marburg. Von 1983 bis 1989 war er Mitglied des wissenschaftlichen Beirats des Instituts für Marxistische Studien und Forschungen (IMSF). Er gehörte zum Redaktionsbeirat der Z. Zeitschrift Marxistische Erneuerung. Sein Forschungsschwerpunkt lag auf der politischen Soziologie Lateinamerikas.
Dieter Boris wurde 2008 pensioniert. Am 4. Juli 2008 hielt er seine Abschlussvorlesung zum „Thema Globalisierung und Peripherie“ an der Philipps-Universität Marburg. Ein Antrag auf Verlängerung seiner Dienstzeit war zuvor von der Universitätsleitung abgelehnt worden. Auch über seine Pensionierung hinaus blieb er als Autor tätig und veröffentlichte Bücher und Analysen.
Nach der Emeritierung lebte Boris zurückgezogen mit seiner Familie im Marburger Vorort Cappel und starb im Alter von 81 Jahren.

## Schriften (Auswahl)
- Zukunft oder Ende des Kapitalismus? Eine kritische Diskursanalyse in turbulenten Zeiten. Veröffentlichung der Rosa-Luxemburg-Stiftung. VSA-Verlag, Hamburg 2019, ISBN 978-3-89965-888-0.
- Globale Ungleichgewichte und soziale Transformationen. Beiträge von Dieter Boris aus 50 Jahren zu Lateinamerika, Klassenanalyse und Bewegungspolitik. Hrsg. v. Patrick Eser et al., Mandelbaum Verlag, Wien 2018, ISBN 978-3-85476-825-8.
- Bolívars Erben. Linksregierungen in Lateinamerika. Papyrossa Verlag, Köln 2014, ISBN 978-3-89438-545-3.
- Staatlichkeit und Transformationsprozesse in Lateinamerika: eine aktuelle Debatte. VSA-Verlag, Hamburg 2013, ISBN 978-3-89965-973-3.
- Lateinamerikas Politische Ökonomie. Aufbruch aus historischen Abhängigkeiten im 21. Jahrhundert? VSA-Verlag, Hamburg 2009, ISBN 978-3-89965-258-1.
- Zur Politischen Ökonomie Lateinamerikas. Der Kontinent in der Weltwirtschaft des 20. Jahrhunderts. Erweiterte und aktualisierte Neuauflage. VSA-Verlag, Hamburg 2009, ISBN 978-3-89965-258-1.
- Linkstendenzen in Lateinamerika. VSA-Verlag, Hamburg 2007, ISBN 978-3-89965-939-9.
- Zusammen mit Anne Tittor: Der Fall Argentinien. Krise, soziale Bewegungen und Alternativen. VSA-Verlag, Hamburg 2006, ISBN 3-89965-166-9.
- Zusammen mit Stefan Schmalz und Anne Tittor (Hrsg.): Lateinamerika: Verfall neoliberaler Hegemonie? VSA-Verlag, Hamburg 2005, ISBN 978-3-89965-143-0.
- Zusammen mit Albert Sterr: FOXtrott in Mexiko: Demokratisierung oder Neopopulismus? Neuer ISP-Verlag, Köln 2002, ISBN 978-3-89900-102-0.
- Soziale Bewegungen in Lateinamerika. VSA-Verlag, Hamburg 1998, ISBN 3-87975-725-9.
- Zusammen mit Willi Gerns und Heinz Jung (Hrsg.): Keiner redet vom Sozialismus. Aber wir. Die Zukunft marxistisch denken. In Memoriam Kurt Steinhaus. Verlag Pahl-Rugenstein Nachf., Bonn 1992, ISBN 978-3-89144-130-5.
- Arbeiterbewegung in Lateinamerika. Verlag Arbeiterbewegung und Gesellschaftswissenschaft, Marburg 1990, ISBN 978-3-92163-094-5.
- Zusammen mit Renate Rausch (Hrsg.): Zentralamerika. Guatemala, El Salvador, Honduras, Nicaragua, Costa Rica. Pahl-Rugenstein Verlag, Köln 1983, ISBN 978-3-7609-0903-5.
- Zusammen mit Peter Hiedl: Argentinien. Geschichte und politische Gegenwart. Pahl-Rugenstein Verlag, Köln 1978, ISBN 3-7609-0386-X.
- Zusammen mit Elisabeth Boris und Wolfgang Ehrhardt: Chile auf dem Weg zum Sozialismus. Pahl-Rugenstein Verlag, Köln 1972, ISBN 978-3-7609-0045-2.
- Krise und Planung. Die politische Soziologie im Spätwerk Karl Mannheims. Metzler-Verlag, Stuttgart 1971, ISBN 978-3-476-00224-2.